# Waimamaku (fleuve)
Le fleuve Waimamaku  (anglais : Waimamaku River) est un cours d’eau du District du Far North de la région du  Northland dans l’Île du Nord de la Nouvelle-Zélande.

## Géographie
La rivière Waimamaku commence au nord de la Forêt de Waipoua et elle s’écoule vers l’ouest de la forêt de Mataraua, passant à travers la ville de Waimamaku  pour atteindre la Mer de Tasman à 8 kilomètres au sud de l’embouchure de Hokianga Harbor.
La rivière Waimamakau est son principal affluent.
Le bassin de drainage est de 133 km2 et est entouré par la forêt native dans le cours supérieur de la rivière. Il est essentiellement pastoral dans la partie inférieure du bassin de drainage. Le site d’échantillonnage est localisé dans la partie inférieure de la rivière, après son passage à travers le village de Waimamaku.

## Signification du nom
Waimamaku veut dire "l’eau des fougères de Mamaku "(Water of Mamaku Fern) ,